# 運行管理システム (JR西日本)
運行管理システム（うんこうかんりシステム）は、西日本旅客鉄道（JR西日本）がアーバンネットワーク各線に導入している、列車の進路をコンピュータにより自動制御する運行管理機能と旅客に対して運転状況を自動案内する機能をもつ列車運行管理システム (PTC) の一種。近畿圏では、輸送量の多いJR京都・神戸線などに4システムが導入されている。それ以外の奈良線・山陰線などには、信号メーカ製のPRCが導入されている。
なお、初代阪和線システムではSUNTRAS(Safety Urban Network TRAffic System、サントラス)の愛称が付けられていたが、その後導入されたJR京都・神戸線システム以降ではこの名称は用いられておらず、アーキテクチャも大きく異なる。ここでは、初代阪和線システムも含めて近畿圏で導入されている日立製作所製の運行管理システムについて述べる。

## 概要
このシステムのメリットには、ダイヤ復旧の迅速化などがある。運行状況から信号・ポイント制御などをすべて近畿総合指令所のコンピューターで一元管理し、モニタで列車の在線位置を表示している。ダイヤ乱れの時などダイヤを変更する際は指令所でダイヤ変更を行い、変更後のダイヤもコンピュータにより管理・予測するようになっている。
阪和線では関西空港線開業を機に超高密度運行に対応するために従来の列車集中制御装置(CTC)を発展・統合させた「阪和線運行管理システム」（初代）を導入した。その後、東海道・山陽本線（琵琶湖線・JR京都線・JR神戸線）にも阪和線のシステムを改良したうえで、新機能として構築された「線路保守作業管理システム」を統合した「JR京都・神戸線運行管理システム」を導入した。複々線区間を走行する列車種別の違う路線を総合的に管理する点で、阪和線に導入されたシステムよりも高い信頼性が要求された。さらにその後導入された「大阪環状・大和路線運行管理システム」「JR宝塚・JR東西・学研都市線運行管理システム」および2013年に更新された「阪和線運行管理システム」（2代）には、トラブル発生時における列車の駅間での停止ならびに列車無線の輻輳を回避する目的で、絶対信号機のない駅（停留所）を中心に「抑止表示器」が新機能として追加されている（後述）。
阪和線では、当時としては最新鋭のシステムであったSUNTRASは鳴り物入りで導入された。しかしながら導入当初はシステム障害やシステムダウンによりたびたび制御不能に陥り、ポイント切り替えを手動で行うなどトラブルが頻発した。2000年代においても2005年10月と2007年7月にシステムの不具合で大規模な障害を引き起こしている。
また、2019年2月に京都神戸線システムを拡張し、湖西線にも導入されている。

## 導入路線
| システム                                   | 路線                                  | 導入区間                                                         | 導入日                    |
| ------------------------------------------ | ------------------------------------- | ---------------------------------------------------------------- | ------------------------- |
| 阪和線運行管理システム(初代)               | 阪和線                                | 天王寺駅 - 和歌山駅間                                            | 1993年（平成5年）7月1日   |
| JR京都・神戸線運行管理システム             | 北陸本線 東海道本線(2線区間)          | 長浜駅 - 米原駅間(坂田駅・田村駅を除く) 米原駅 - 栗東駅間        | 2006年（平成18年）10月1日 |
| JR京都・神戸線運行管理システム             | 東海道本線(4線区間) 山陽本線(4線区間) | 草津駅 - 西明石駅間                                              | 2002年（平成14年）7月29日 |
| JR京都・神戸線運行管理システム             | 山陽本線(2線区間)                     | 大久保駅 - 上郡駅間(有年駅をのぞく)                              | 2006年（平成18年）10月1日 |
| JR京都・神戸線運行管理システム             | 赤穂線                                | 相生駅・播州赤穂駅                                               | 2006年（平成18年）10月1日 |
| JR京都・神戸線運行管理システム             | 湖西線                                | 山科駅 - 近江今津駅間                                            | 2019年（平成31年）3月2日  |
| 大阪環状・大和路線運行管理システム         | 大阪環状線                            | 全線                                                             | 2009年（平成21年）10月4日 |
| 大阪環状・大和路線運行管理システム         | 桜島線（JRゆめ咲線）                  | 全線                                                             | 2009年（平成21年）10月4日 |
| 大阪環状・大和路線運行管理システム         | 梅田貨物線                            | 梅田～福島間                                                     | 2009年（平成21年）10月4日 |
| 大阪環状・大和路線運行管理システム         | 関西本線（大和路線）                  | JR難波駅 - 加茂駅間(平城山駅をのぞく)                            | 2009年（平成21年）10月4日 |
| 大阪環状・大和路線運行管理システム         | おおさか東線                          | 放出駅（構内をのぞく） - 久宝寺駅間                              | 2008年（平成20年）3月15日 |
| 大阪環状・大和路線運行管理システム         | 片町線支線                            | 正覚寺信号場 - 平野駅間                                          | 2008年（平成20年）3月15日 |
| JR宝塚・JR東西・学研都市線運行管理システム | 福知山線（JR宝塚線）                  | 尼崎駅（構内をのぞく） - 新三田駅間                              | 2011年（平成23年）3月8日  |
| JR宝塚・JR東西・学研都市線運行管理システム | JR東西線                              | 尼崎駅構内をのぞく全線                                           | 2011年（平成23年）3月8日  |
| JR宝塚・JR東西・学研都市線運行管理システム | 片町線（学研都市線）                  | 京橋駅 - 祝園駅間 (大住駅・JR三山木駅・下狛駅・西木津駅をのぞく) | 2011年（平成23年）3月8日  |
| JR宝塚・JR東西・学研都市線運行管理システム | おおさか東線                          | 新大阪駅（構内をのぞく） - 放出駅間                              | 2019年（平成31年）3月16日 |
| 阪和線運行管理システム(2代)                | 阪和線                                | 天王寺駅 - 和歌山駅間                                            | 2013年（平成25年）9月28日 |

## 主な機能

### 機器構成
初代阪和線システムでは、従来のCTC装置が中央から各駅の進路制御を行っていたのに対し、各駅に進路制御装置を設置し中央からあらかじめ毎日のダイヤを送っておき変更が生じたときだけ中央から変更の指示を送る、駅分散方式を採用している。この方式は中央装置の負荷を低減することが可能で、列車の運転密度が高い線区でも適応可能となる特徴があり、後に中央快速線を皮切りに首都圏に導入されたATOSも駅分散構成となっている。京都・神戸線システムも分散構成を踏襲したが、その後導入された大阪環状・大和路システムや宝塚・東西・学研線システムでは伝送速度の向上などを背景に集中方式を採用している。2013年に使用開始した阪和線システムも集中構成としているが、その理由として「指令所～各駅の伝送路がメタルから光になり、短い周期での伝送が可能になったこと」「CPU処理速度向上により進路制御出力に要する時間が短縮」が挙げられている。

### 機能の比較
| 機能                      | 阪和線システム （初代） | 阪和線システム （2代） | JR京都・神戸線 システム | 大阪環状・大和路線 システム | JR宝塚・JR東西・ 学研都市線システム | 湖西線運行管理 システム |
| ------------------------- | ----------------------- | ---------------------- | ----------------------- | --------------------------- | ----------------------------------- | ----------------------- |
| 予想ダイヤ機能            | ×                       | 〇                     | 〇                      | 〇                          | 〇                                  | 〇                      |
| 列車遅延・ 運休などの案内 | ×                       | ○                      | ○                       | ○                           | ○                                   | 〇                      |
| 抑止表示器の設置          | ×                       | ○                      | ×                       | ○                           | ○                                   | ×                       |

### 列車遅延の案内

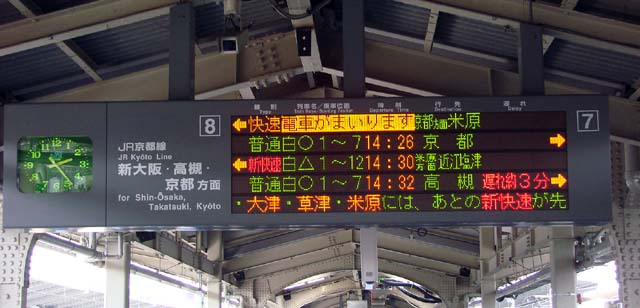
大阪駅での遅れ表示

次の電車が何分遅れで到着するか即座に計算し、各駅の旅客案内情報処理装置 (PIC) を通じて発車標には遅れ時分が、3分以上2時間未満の場合は「遅れ約30分」「30 minutes behind」など、2時間以上の遅れの場合は「遅れ120分以上」「120 minutes over」と表示され、また駅自動放送でも「約30分遅れて運転しております。（到着まで、約○分です。）ご迷惑をおかけしますが、しばらくお待ちください」と案内される。事故や天災などで大幅な遅れが出ている場合はこれに加えて「到着まで約15分」「15 min. until arrival」などと表示する。この表示の時には、時刻の表示欄が空白となる。また、乗務員区所の運行情報表示装置 (TID) にも表示を自動で行う。
また、近年では一斉配信機能により運行情報の配信を各駅に行い、発車標の下段にてその情報をスクロール表示する他、湖西線システムではそれに加えて合成音声による放送もされている。

### 抑止表示器
異常時などのダイヤ乱れで、列車が駅間で長時間停車することを回避させるために設置されている。通常は無表示（右上に点のみ点灯している）の状態であるが、乗務員への通告には抑止・連絡・解除・整理（整理の場合、調整時間が交互に表示。例えば、2分の場合は2'00と表示）が表示される。また、時間調整が秒単位で指示される。設置線区は以下の通り。
- おおさか東線：新大阪駅・放出駅・久宝寺駅をのぞく各駅
- 大阪環状線：全駅
- 関西本線（大和路線）：JR難波駅・天王寺駅・平野駅・久宝寺駅・柏原駅・王寺駅・奈良駅・木津駅・加茂駅をのぞく各駅
- 片町線（学研都市線）：木津駅・祝園駅・JR三山木駅・同志社前駅 - 長尾駅・四条畷駅・住道駅・放出駅・鴫野駅をのぞく各駅
- 福知山線（JR宝塚線）：尼崎駅・塚口駅・北伊丹駅・川西池田駅・宝塚駅・新三田駅をのぞく各駅
- 阪和線（2013年以降）：美章園駅・南田辺駅・長居駅・浅香駅・新家駅・和泉鳥取駅・山中渓駅・六十谷駅・紀伊中ノ島駅[注 2]

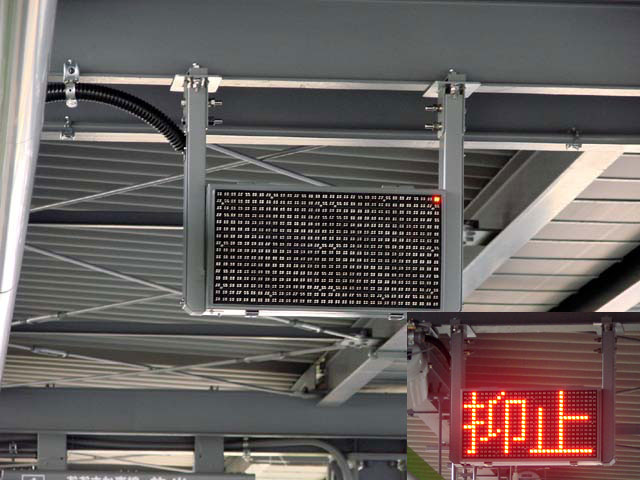
抑止表示器（抑止）
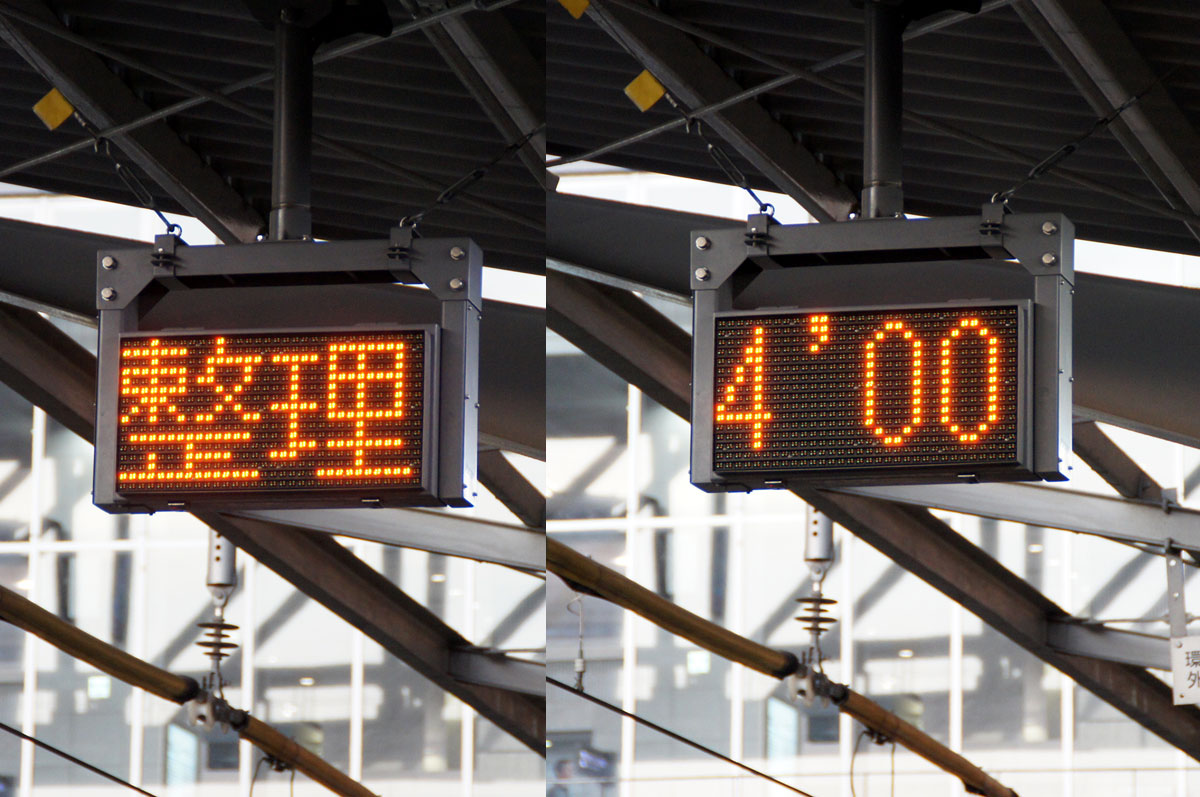
抑止表示器（運転整理）

### 旅客案内装置
運行管理システム導入線区では、これと連動した自動放送装置、発車標などを設置して、旅客への案内を充実させている。
自動放送装置は予告放送・接近放送・到着放送・停車中放送・出発放送・啓発放送を自動で行う。到着列車の遅れや運転休止、行先・のりば変更なども自動で案内する。予告放送・接近放送・停車中放送については英語放送に対応しており、一部の主要駅で行っている。発車放送はシステムにより自動的に作動するタイプと車掌が押ボタンを押下するタイプがある。
発車標は今後の列車の種別や行先、時刻等の情報を表示する。列車の走行位置や先着案内、接続案内などに対応している線区もある。形状は駅の規模に応じてさまざまであるが、おおむね2列車～6列車が表示されるようになっている。
なおこれらの自動放送や発車標は全駅には導入されておらず、郊外を中心に従来のまま（または未設置）の駅が残っている。なおこれらの放送は、システムを導入している区間の駅にシステムを導入していない線区が乗り入れていても、一部の例外をのぞき、駅全体でシステム対応の放送が流れる。なお、大阪駅・京橋駅・天王寺駅は線区ごとに異なるシステムの装置が採用されている。またシステム未導入区間においても、主要駅（関西空港駅など）を中心に類似の案内放送や発車標が採用されている場合がある。

#### 阪和線システム（初代）
初代阪和線システムでは、予告放送（和歌山駅のみ）・接近放送・停車中放送（天王寺駅・鳳駅のみ）・発車放送の冒頭にいずれも同じメロディが流れていた。大阪支社管内は2000年頃まで、和歌山支社管内は2002年頃まで、2打点チャイムが用いられていた。また入線時にもメロディが使用されていたが、停車列車と通過列車でメロディが使い分けられていた。
接近放送は各駅で行われていたが、発車放送は待避列車など長時間停車する列車のみ行われていた。
当システムでは遅延・運休等の案内放送や英語での放送が行われなかった一方、停車駅・先着列車・回送列車などに関する情報が、発車標に英語で表示されていた。

#### JR京都・神戸線システム
システム対応の案内装置は、上郡駅、播州赤穂駅、相生駅 - 米原駅間の各駅、長浜駅に設置されている。
予告放送・接近放送の本文の前に、JR神戸線では「さざなみ」のメロディが、JR京都線・琵琶湖線（大阪駅・島本駅をのぞく）ではかつて西武鉄道の西武秩父駅や池袋駅でも使用されていたメロディの音色違いが流れる。また、接近放送のあとにもメロディまたはチャイムが流されるが、停車列車と通過列車でメロディは分けられていない。このシステムより予告放送と停車中放送で英語放送が導入されている。なお、以下の駅の接近メロディは他の駅とは異なり、その駅でのみ使用されている。
- 大阪駅：大阪環状・大和路線システムと同じメロディ（半音低い）
- 島本駅：小林亜星作曲の「人間みな兄弟〜夜がくる」のアレンジ曲
- さくら夙川駅：コブクロの楽曲『桜』のアレンジ曲（2010年3月1日で終了[9]）
- 須磨海浜公園駅：「かもめの水兵さん」のアレンジ曲（2014年7月15日で終了[11]。「さざなみ」のメロディも音質見直し版を先行導入）

#### 大阪環状・大和路線システム
システム対応の案内装置は、平城山駅を除く全駅に設置されている。
基本的にJR京都・神戸線システムと同じ放送を行っているが、接近放送のメロディは停車列車と通過列車で異なる。また、このシステムより接近放送にも英語放送が追加されている。
奈良駅および木津駅では、加茂行き列車が加茂駅で伊賀上野・柘植・亀山行き列車に連絡している場合、予告放送や発車標にてその旨の案内を行う。
また、各行先への当日最終列車については、その旨を案内したうえで、乗り遅れのないように促す放送が流れる。

#### JR宝塚・JR東西・学研都市線システム
システム対応の案内装置は、西木津駅・下狛駅・JR三山木駅・大住駅を除く全駅に設置されている。

#### 阪和線システム（2代）
システム更新に合わせて、案内装置が全駅に設置され、既設のものについても更新が行われた。ただし、山中渓駅は2022年の駅舎改築時に発車標が撤去され、案内放送のみ存続している。

#### 湖西線システム
旅客案内装置は蓬萊駅・志賀駅・比良駅・北小松駅・近江中庄駅・マキノ駅・永原駅を除く全駅に設置されている。（なおこれらの駅とシステム対応放送導入駅である新旭駅には列車の接近を知らせる行灯タイプの表示機が設置されている）。

## 歴史
- 1993年（平成5年）7月1日 - 阪和線の天王寺駅 - 和歌山駅間に「阪和線運行管理システム」（初代）を導入[3]。
- 2002年（平成14年）7月29日 - 東海道本線・山陽本線（琵琶湖線・JR京都線・JR神戸線）の草津駅 - 西明石駅間に「JR京都・神戸線運行管理システム」を導入[5][12]。
- 2006年（平成18年）10月1日 - 「JR京都・神戸線運行管理システム」が北陸本線・東海道本線（琵琶湖線）の近江塩津駅 - 草津駅間、山陽本線（一部の区間はJR神戸線）の西明石駅 - 上郡駅間および赤穂線の相生駅 - 西浜駅[注 15]間に拡大。
- 2007年（平成19年）3月18日 - ダイヤ改正に合わせて、米原駅 - 相生駅間各駅および長浜駅・播州赤穂駅・上郡駅にて駅自動放送を更新。
- 2008年（平成20年）3月15日 - おおさか東線の放出駅 - 久宝寺駅間の部分開業にあわせて「大阪環状・大和路線運行管理システム」が先行導入[13][14]。
- 2009年（平成21年）10月4日 - 大阪環状線・桜島線・大和路線で「大阪環状・大和路線運行管理システム」が本格運用開始。
- 2011年（平成23年）3月8日 - JR宝塚線・JR東西線・学研都市線で「JR宝塚・JR東西・学研都市線運行管理システム」が運用開始[15]。同時に接近メロディを導入。
- 2013年（平成25年）9月28日 - 阪和線の天王寺駅 - 和歌山駅間の「阪和線運行管理システム」を2代目のものに更新[16]。
- 2015年（平成27年）3月12日 -琵琶湖線・JR京都線（島本駅を除く）に接近メロディを導入。
- 2017年（平成29年）3月7日 - JR宝塚線・JR東西線・学研都市線・阪和線の接近メロディを音質見直し版に変更。
- 2019年（平成31年） - 湖西線の山科駅 - 近江塩津駅間に運行管理システムを導入。
- 2024年（令和6年）4月28日 -  琵琶湖線・JR京都線・JR神戸線の草津駅 - 西明石駅間においてシステム更新切替を実施。旅客案内装置は4月17日夜間より順次切替。連続コントロールランを経て5月25日に正式使用開始[17][18]